# NGC 3684
NGC 3684 (другие обозначения — UGC 6453, MCG 3-29-50, ZWG 96.47, IRAS11245+1718, PGC 35224) — спиральная галактика в созвездии Льва. Открыта Джоном Гершелем в 1831 году. Возможно, в 1784 году её наблюдал Уильям Гершель.
Этот объект входит в число перечисленных в оригинальной редакции «Нового общего каталога». В 1980 году было проведено исследование в том числе и этой галактики фотометрическими и спектроскопическими методами. В частности, по параметрам кривой вращения масса галактики была определена как 4,9⋅1010 M⊙, был сделан вывод, что значимое отклонение от круговых движений в галактике отсутствует. Кривая вращения резко возрастает, в ближайших 0,7 килопарсеках от центра достигая значения 100 км/с; затем она остаётся постоянной до 1,4 кпк, после чего снова начинает возрастать и достигает 150 км/с в 3,6 кпк от центра. Изображение галактики в ультрафиолетовом диапазоне больше, чем изображение в оптическом диапазоне.
Возможно, галактика взаимодействует с UGC 6445. Галактика NGC 3684 входит в состав группы галактик NGC 3686. Помимо NGC 3684, в группу также входят ещё 22 галактики.